# Jean de Linières
Jean de Linières, mort le 1er septembre 1442, à Valence, est un évêque de Viviers de la première moitié du XVe siècle, sous le nom de Jean IV.

## Biographie

### Origines
Jean de Linières (Johannes de Linerriis) est issu d'une famille noble du Berry.
Roche (1894) indiquait qu'il était le fils de Godemar II, baron de Linières, seigneur de Mereville, Rougemont, et de Jeanne de Brosse. Il a notamment un frère, Godemar, qui succède à leur père, et Isabeau, qui se portera, avec son époux, comme héritière de Jean.
Il est le neveu de Jean Ier Le Meingre, maréchal de France, qui a épousé Florie de Linières, sœur de Godemar. Vallery-Radot (2016) indique qu'il est le neveu, du côté de sa mère, de Jean Ier Le Meingre, maréchal de France.

### Carrière religieuse
Il obtient son baccalauréat en droit civil, à Orléans. Il entre dans l'ordre de Saint-Benoît.
Il est écolâtre, entre 1402 et 1404, à Poitiers. Il devient par la suite chanoine, ainsi qu'archidiacre. Il devient chanoine de Vienne en 1405.
Il est élu le 12 novembre 1406 (G.C.), sur le siège épiscopal de Viviers,,. Placé sous la protection royale, il est son candidat pour cette élection, afin de succéder à Guillaume de Ligny. Il reçoit le sacrement le 13 mars 1407 (G.C.),,. Le Gallia Christiana le mentionnait sous le nom de Jean V (Joannes V.) et Régné sous le nom Jean III.
En septembre 1407, il jure vouloir respecter le traité de 1289, conclu entre l'évêque Hugues de La Tour du Pin et le Chapitre,.
Entre 1409 et 1411, il reçoit plusieurs hommages.
Il assiste aux États de Languedoc, se déroulant en 1425, puis aux États généraux de Poitiers, en 1427. Il est convoqué aux États de Languedoc, se déroulant à Béziers en 1430, où sont débattus des sujets des routiers et du financement de la guerre. En 1436, il se rend aux deux États de Languedoc, se déroulant à Vienne, auxquels participe le roi, puis à Béziers. Il participe aussi à ceux se déroulant au Puy, en 1439, auxquels participe à nouveau le roi.
Roche relève, dans la notice de Jean de Linières, l'état de pauvreté de l'Église de Viviers au cours de cette période.

### Crise conciliaire
Vallery-Radot mentionne qu'il est un familier du pape d'Avignon, Benoît XIII, ainsi qu'un protégé du duc de Berry.
En 1409, il participe au concile de Pise,, au cours duquel on tente de régler le problème du grand schisme d'Occident. Après la déposition des papes Grégoire XII et Benoît XIII, les pères conciliaires élisent Alexandre V.
Il assiste au concile de Constance, à partir de 1415. Son déplacement est à l'origine d'un conflit avec le Chapitre en raison du financement du voyage. En novembre 1417, Martin V est élu pape.
Il participe au concile de Bâle, en 1432, au cours duquel il « adopte des positions conciliaristes ».

### Mort et succession
Jean de Linières meurt, le 1er septembre 1442, à Valence,. Son corps est inhumé dans la cathédrale.
Guillaume-Olivier de Poitiers lui succède à la fin du mois de septembre,.
Isabeau, sa sœur, se porte comme héritière. Elle plaidera, en 1443, « conjointement avec Dreux de Voudenay, contre Françoise de Linières, femme de Jean de Galnaches ».

## Armoiries
| Blason | Blasonnement : d'argent à la fasce de gueules. Commentaires : Roche précise que certains auteurs ajoutent A la bordure de sable chargée de huit besans d'or. |